# ميخائيل مانينغ (قسيس)
ميخائيل مانينغ (بالإنجليزية: Michael Manning)‏ هو قسيس أمريكي، ولد في 30 ديسمبر 1940، وتوفي في 14 ديسمبر 2016.